# San Luis, rey de Francia (El Greco)
San Luis, rey de Francia es una obra del Greco, realizada durante su segundo período toledano. No consta ningún "San Luis" en ninguno de los dos inventarios realizados por Jorge Manuel Theotocópuli después de la muerte de su padre.

## Temática de la obra
Luis IX de Francia fue un monarca muy poco común, notable en su vida privada por su espíritu austero y de oración, y en su vida pública por su interés en la mejora de la calidad de la vida de los leprosos, pobres y desvalidos. Durante su reinado se construyó la Sainte-Chapelle de París, y se inició la Sorbona, la Universidad de París. Participó en la séptima y la octava cruzada, en la cual perdió la vida.
Luis IX era bien conocido en España, puesto que era nieto de Alfonso VIII de Castilla, e hijo de Blanca de Castilla. Pero, curiosamente, no se conoce ninguna representación pictórica española suya anterior al siglo XVII.

## Análisis de la obra
- Museo del Louvre, París;
- Pintura al óleo sobre lienzo;
- Dimensiones: 117 x 95 cm según Wethey (120 x 96,5 cm según el museo del Louvre);
- Datación: hacia 1590-1597.[4]
- Consta en el catálogo razonado de Harold Wethey con el n º. 256.[5] y en el de Tiziana Frati con el 63.[6]

Es una obra muy alejada de las representaciones habituales de este rey. El Greco lo representa de tres cuartos, ante de un fondo de arquitectura y paisaje, actualmente poco visibles. Lleva una corona con varias flores de lis, emblema de los monarcas de Francia, y porta una armadura del siglo XVI, atravesada por un paño anaranjado. En su mano derecha sostiene con delicadeza la tradicional mano de justicia —propia de los reyes de Francia— mientras que en la izquierda lleva un cetro, terminado nuevamente en una flor de lis. El Greco da a Luis IX una silueta alargada, manos y dedos finos, rostro pálido y ojos fatigados. La obra ha perdido sus tonalidades originales, aunque conserva el aire melancólico original.
En la parte inferior derecha está representado un paje de cabello rizado, con un bonito vestido con cuello de lechuguilla y puños de encaje, que porta en sus manos el yelmo del Rey.

### Posibles modelos
Quizás el comitente de esta obra fue Luis de Castilla, casi coetáneo del Greco, mecenas y futuro albacea de su testamento, como imagen de su santo patrón. Se desconoce la identidad de la persona que sirvió de modelo. Según Gregorio Marañón, se podría tratar de un retrato, tal vez inspirado en un interno del Hospital del Nuncio.Cossío supuso que el Greco se había basado en una estampa antigua, de lo cual discrepa Gudiol, quien considera que el Greco no conocía las anteriores representaciones del monarca, puesto que literalmente inventó esta figura. Comparte esta opinión Álvarez Lopera, quien cree que el pintor, falto de imágenes anteriores válidas, creó una iconografía propia, basada en el realismo y en la experiencia personal, usando como modelo alguien de su vida cotidiana.
Jorge Manuel Theotocópuli quizás posó como modelo para el paje, aunque en El entierro del conde de Orgaz —casi del mismo período— aparece con el pelo crespo.

### Estado de conservación

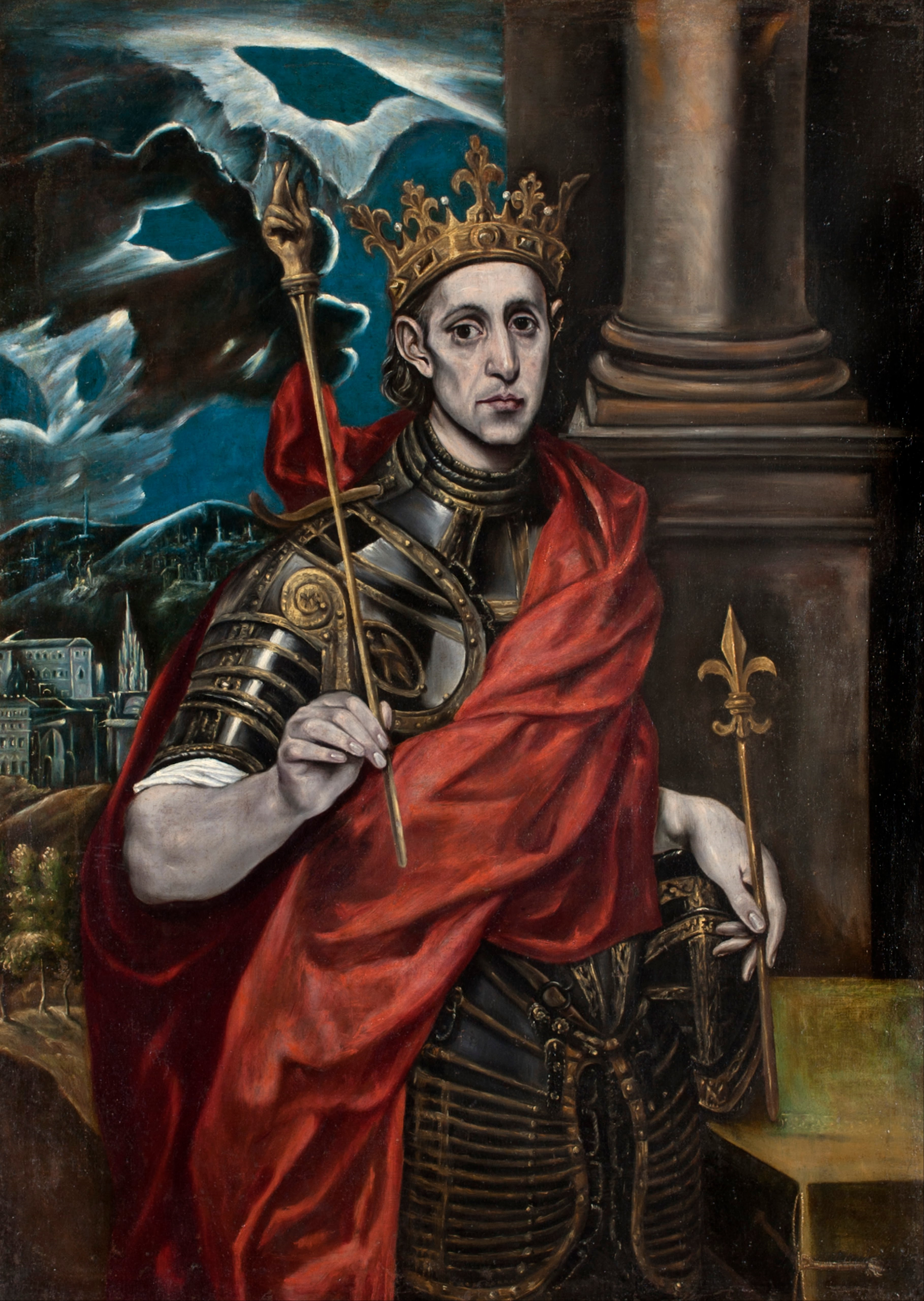
Copia actualmente en el Museo del Greco, en Toledo.

El estado de conservación del cuadro no es bueno, porqué ha sufrido restauraciones abusivas o poco afortunadas. La parte mejor conservada es la inferior derecha, donde está el paje. El Greco acostumbraba a representar una Vista de Toledo como fondo de varias de sus obras, y también lo hizo en este caso, en el lado izquierdo. Este paisaje —muy oscurecido y dañado— se ha podido mejorar en la última restauración.

## Copias

### Versión del Museo del Greco (Toledo)
- Pintura al óleo sobre lienzo;
- Dimensiones: 128 x 92 cm.;
- Datación:1620-1625;
- Consta en el catálogo de Wethey con la referencia X-395.
- En el marco original está escrito: "San Luis Rei de Francia" (sic).[15]

Según Wethey, se trata de una pintura de poca calidad, probablemente obra de Jorge Manuel Theotocópuli. La tosca ejecución del celaje es la peor parte de esta pintura. El paje de la derecha se ha omitido, y el colorido es diferente: los paños son rojos sobre la armadura azul-acero. En la parte central-izquierda del lienzo es perfectamente visible la vista de Toledo, muy dañada en el original del Museo del Louvre.

#### Procedencia
1. Iglesia de las Comendadoras, Granada:
2. Benigno de la Vega-Inclán.[18]

### Versión de una colección privada
- ¿Antiguamente? en Beverly Hills; Condado de Los Ángeles, colección privada;
- Óleo sobre tela; 62 x 51 cm.;

Según Wethey, se trata de una copia de mala calidad del original del Museo del Louvre.